# Pronocera sibirica
Pronocera sibirica là một loài bọ cánh cứng trong họ Cerambycidae.